# Ferrari 250 TR 61 Spyder Fantuzzi
La 250 TR 61 Spyder Fantuzzi  è una autovettura da competizione costruita dalla Ferrari dal 1960 al 1961.

## Contesto

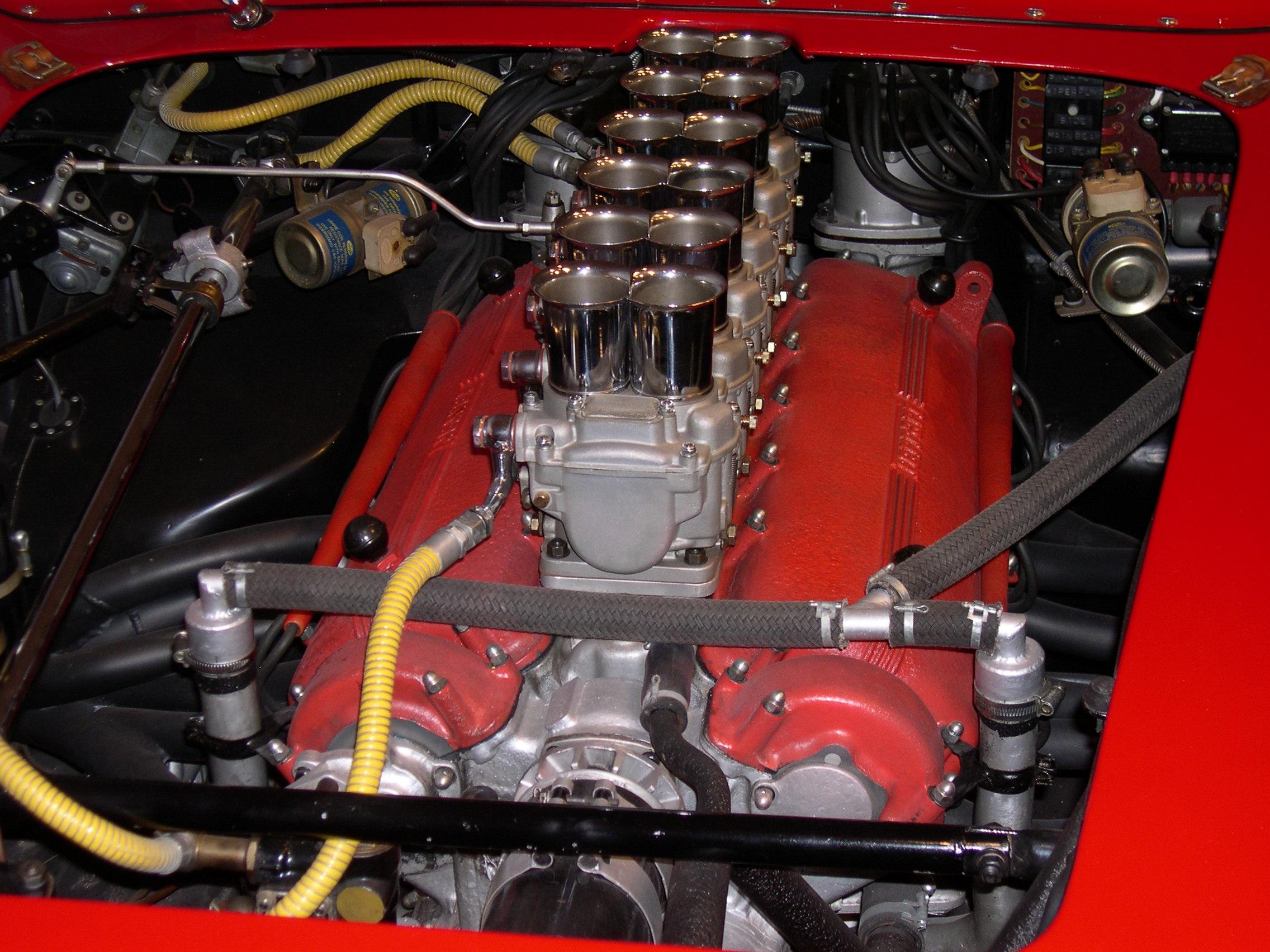
Il Motore

Derivava dalla Testa Rossa, da cui la sigla "TR" nel nome. Fu carrozzata dalla Carrozzeria Fantuzzi di Medardo Fantuzzi di Modena.
Era a trazione posteriore con motore anteriore, ed è stata prodotta per gareggiare alla 24 Ore di Le Mans. Il propulsore era della stessa cilindrata di quello montato sulle 250, ma erogava più potenza.
La sua caratteristica distintiva era nell'avere doppia presa d'aria anteriore di forma ovoidale, simile alla quasi contemporanea 156 F1 (e ripreso una cinquantina d'anni dopo, dalla F430). Per questa peculiarità la prima fu soprannominata sharknose, letteralmente naso di squalo.
Il suo design aerodinamico fu controverso e di successo nelle competizioni, ma la Ferrari lo cambiò quasi immediatamente per le serie di vetture che seguirono. Altri corpi vettura più convenzionali furono progettati da Pininfarina e dalla Carrozzeria Touring.